# Gerhard S. Schürch

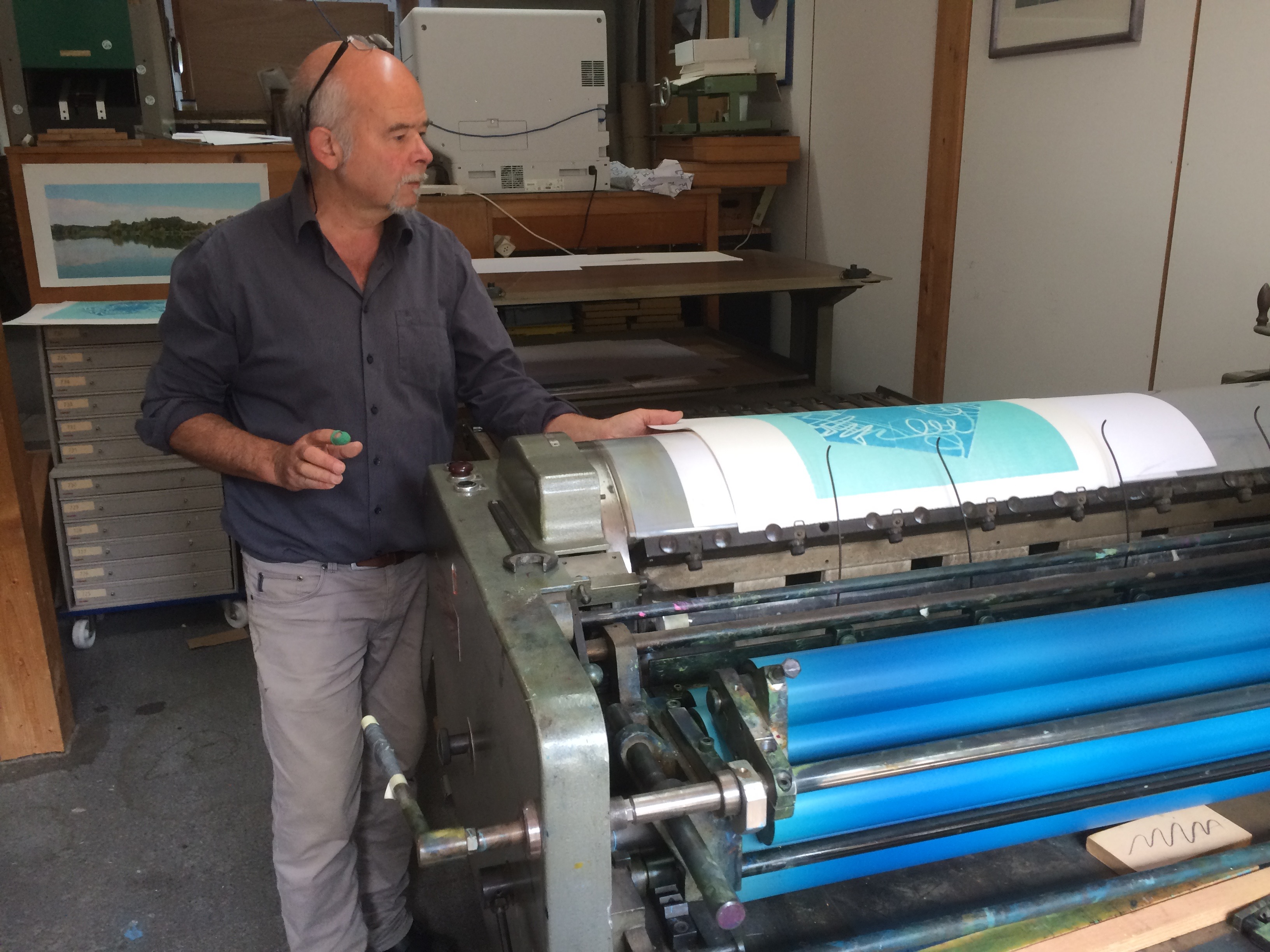
Gerhard S. Schürch während eines Gruppenkurses an der Abziehpresse, 2019

Gerhard S. Schürch (* 30. September 1953 in Langnau) ist ein Schweizer Holzschneider, Grafiker, Maler, Verleger und Seminarleiter mit Wohnsitz und Arbeitsort in Chabrey (Vully VD). Er ist Mitglied der XYLON (internationale Vereinigung der Holzschneider).

## Leben
Nach seiner Ausbildung zum Schriftsetzer und Drucker in Langnau i. E. absolvierte Schürch einen Stage als Graphiker und Buchhersteller in einem Verlagshaus in Bern. Es folgte die Ausbildung in typographischer Gestaltung an der Kunstgewerbeschule Zürich, bevor er 1976 als selbstständiger Maler, Holzschneider, Grafiker, Drucker und Verleger das Atelier & Editions Dendron in Bern gründete. Vom ersten Standort im Berner Matte-Quartier zog es ihn in den 80er Jahren an den Mont Vully, wo er sich mit seinem Atelier und Verlag im Winzerdorf Lugnorre niederliess. 1990 folgte der Umzug nach Chabrey (Vully VD), 1991 die Eröffnung des Atelier- und Kurshauses «Maison des corbeaux» in Chabrey zusammen mit Verena Magdalena Gerber. 1993 wurde Tochter Malaïka Schürch geboren, die heute ebenfalls als selbstständige Grafikerin arbeitet. Seit 2007 führt und betreut Schürch das Maison des Corbeaux als Ein-Mann-Unternehmen.

## Schaffen
Schürchs künstlerisches Werk umfasst Farbholzschnitte und Ölbilder. In diversen Gruppen- und Einzelausstellungen für Druckgrafik und Malerei und im Rahmen von Werk-Tagungen mit Mitgliedern der Schweizer Xylon machte und macht der Künstler im In- und Ausland auf seine Arbeit aufmerksam.
Als Grafiker gestaltet er Bücher verschiedener Autoren, vor allem Lyrik-Bände, von denen er viele mit eigenen Farbholzschnitten illustrierte. Für Einzelpersonen, Gemeinden, Institutionen, Kulturschaffende übernimmt Schürch Gestaltungsaufträge für diverse Projekte.
Der Verlag Dendron etablierte sich vor allem mit zeitgenössischer Schweizer Lyrik und zeichnet sich durch aussergewöhnlich ästhetisch gestaltete, vielfach mit Holzschnitten illustrierte Bände aus. Er erhielt diverse Unterstützungsbeiträge von Kanton und Stadt Bern für Lyrik-Publikationen und Preise für schönste Schweizer Bücher. Bis heute sind über 80 Publikationen im Verlag Dendron erschienen.
Seit 1986 bietet Schürch Kurse für Kinder und Erwachsene an und begleitete diverse Kurs-Projekte für Gruppen jeden Alters. In seiner Arbeit mit Gruppen und Einzelpersonen nutzt Schürch die Medien des Mehrfarbholzschnitts und der Schilder-Malerei, um persönliches Wachstum, die Entwicklung individueller Fähigkeiten und die gemeinschaftliche Arbeit in Gruppen anzustossen und zu fördern.

## Einzelausstellungen (Auswahl)
- 1983 Galerie im Chäller, Bern
- 1990 Foyer des Saarl. Landtages, Saarbrücken, Deutschland
- 1992 Kellertheater Langnau
- 1992 Galerie A&F Maurer (Kulturforum), Buchs
- 2001 Kulturmühle Mühlethal
- 2003 Stadtbibliothek, Thun
- 2007 Galerie Art & Vision, Bern
- 2009 Gwatt-Zentrum, Thun
- 2013 Stadtbibliothek Aarau
- 2016 „Bilderklang“ Altes Schulhaus Bolligen
- 2016 40 Jahre Jubiläums-Ausstellung Maison des Corbeaux, Chabrey
- 2016 Galerie Trace Ecart, Bulle
- 2019 Galerie Art & Vision, Bern
- 2020 Schlosskeller Fraubrunnen

## Gruppenausstellungen (Auswahl)
- 1977 Kulturmühle Lützelflüh
- 1989 Intern. Graphikausstellung gegen den Krieg in 8 europ. Städten
- 1990 Musée gruyériens Xylon, Bulle
- 1990 Gewerbemuseum Winterthur Xylon
- 1991 Art 91 Edition 2/91 Basel
- 1991 Galerie Ringmauer, Murten
- 1992 Museum Xylon Schwetzingen, D-Schwetzingen
- 1994 50 ans Xylon section suisse, Bulle
- 1994 Galerie art+vision, Bern
- 1994 Xylon 50 Jahre, Kunsthaus Grenchen, Grenchen
- 1994 Xylon Schweiz, Ingenieurschule, Wädenswil
- 1996 Musée Gruérien, Bulle
- 1997 Galerie Trace-Ecart, Bulle
- 1998 Musée des beaux arts, Le Locle
- 1999 Galerie art+vision (Jubiläum), Bern
- 2002 Kornschütte, Luzern
- 2003 Château de Gruyères
- 2006 Galerie der Kunstsammlung Unterseen, Interlaken
- 2006 Galerie art+vision, Bern
- 2007 Musée Gutenberg, Fribourg
- 2007 Museum Bickel, Walenstadt
- 2010 8ème Mondial de l'Estampe et de la Gravure Originale, Triennale, Chamalières (F)
- 2011 9. ArtPosition, Salavaux
- 2014 XYLON Schweiz, Shed im Eisenwerk, Frauenfeld
- 2015 New York · Exhibition: Print, www.ashokjaingallery.com
- 2016 Obere Mühle Kulturzentrum, Dübendorf
- 2016 Frauenfelder Buch- und Druckkunstmesse
- 2017 Festival Altitudes, Galerie Trace Ecart, Bulle
- 2017 9ème Mondial de l'Estampe et de la Gravure Originale, Triennale, Chamalières (F)
- 2018 Centre de Gravure, Céret (F)
- 2019 Bienal Do Douro – Global Print, Portugal
- 2020 EAST WEST, Batschuns (A)
- 2020 Week-End du Riz, Argelès-sur-Mer (F)
- 2021 22. Triennale Mini Print, Grenchen
- 2021 Bienal do Douro, Portugal
- 2021 Kunsthaus Grenchen, Int. mini und schwarzweiss
- 2021 East-West | Xylon Österreich & Schweiz / Kunsthaus Laa
- 2022 East-West | Xylon Österreich & Schweiz / Biel-Bienne
- 2023 Maison des Corbeaux mit Doris Fankhauser und Susanne Schürch